# Мала Кемсола
Мала Кемсо́ла (рос. Малая Кемсола, марій. Изи Кемсола) — присілок у складі Новотор'яльського району Марій Ел, Росія. Входить до складу Старотор'яльського сільського поселення.
В радянські часи існував населений пункт Кем-Сола, який нині розділений на присілки Велика Кемсола та Мала Кемсола.

## Населення
Населення — 31 особа (2010; 40 у 2002).
Національний склад (станом на 2002 рік):
- марійці — 72 %
- лучні марійці — 28 %